# 格拉茨城郊县

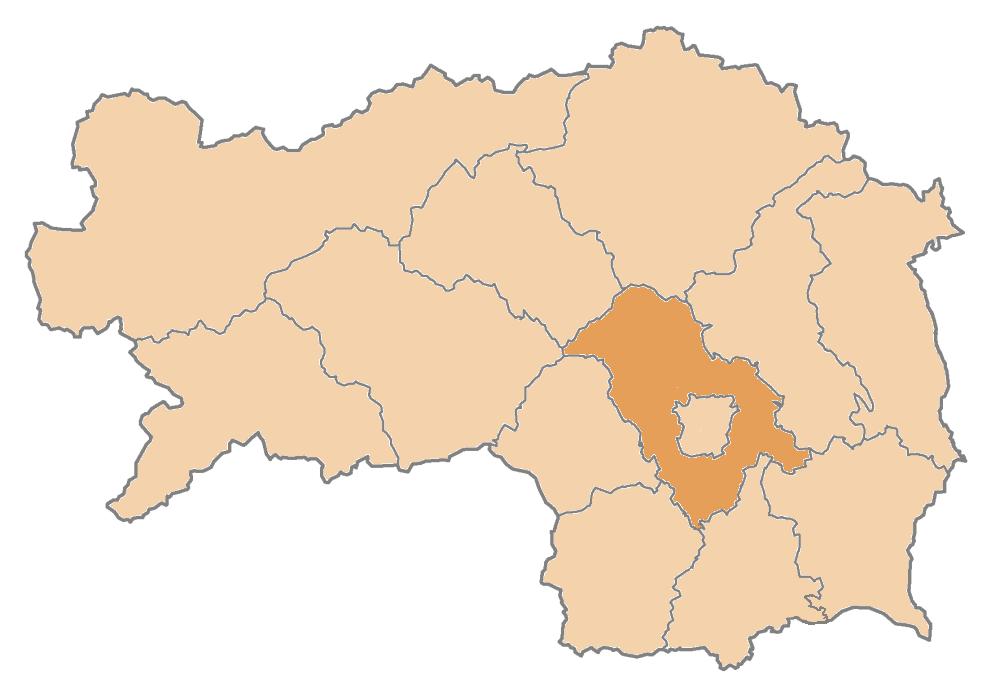
格拉茨城郊县在施泰爾馬克州的位置

格拉茨城郊县（德語：Bezirk Graz-Umgebung）是奥地利施泰爾馬克州所辖的一个县。总面积1100.7平方公里，总人口136234，人口密度124人/平方公里（2001年）。行政中心位于格拉茨。

## 行政区域
格拉茨城郊县辖有56个市镇。